# Kolonia Pliszczyn
Kolonia Pliszczyn (prononciation : [kɔˈlɔɲa ˈpliʂt͡ʂɨn]) est un village polonais de la gmina de Wólka dans le powiat de Lublin de la voïvodie de Lublin dans l'est de la Pologne.
Il se situe à environ 8 kilomètres au nord-est de Lublin (siège du powiat et capitale de la voïvodie).
Le village comptait approximativement une population de 402 habitants en 2014.

## Histoire
De 1975 à 1998, le village est attaché administrativement à l'ancienne Voïvodie de Lublin.

Depuis 1999, il fait partie de la nouvelle voïvodie de Lublin.